# Sankt Lorenz
Sankt Lorenz è un comune austriaco di 2 430 abitanti nel distretto di Vöcklabruck, in Alta Austria.

## Geografia fisica
Il comune sorge sulle rive del lago Mondsee e si trova sulla strada statale 154 che collega Salisburgo a Graz, parte del tracciato della Romantikstraße austriaca. Distante circa 30 km da Salisburgo si trova a metà strada fra Mondsee e Sankt Gilgen. Le sue frazioni sono Gries, Kesuchen, Plomberg, Scharfling, Schwarzindien e Wagnermühle.

## Infrastrutture e trasporti
Un tempo contava una stazione ferroviaria sulla dismessa linea a scartamento ridotto "Salzkammergut-Lokalbahn" (Salisburgo-Bad Ischl), più altre tre fermate nelle frazioni di Schwarzindien, Plomberg e Scharfling.